# Volldruckhöhe
Die Volldruckhöhe gibt die maximale Flughöhe an, bis zu der ein aufgeladener Flugmotor ohne Berücksichtigung des im Fluge entstehenden Staudrucks einen bestimmten Ladedruck aufrechterhalten kann. Dieser wird dabei bis zum Erreichen der Volldruckhöhe durch Anpassen des Verdichtungsverhältnisses des Laders auf die jeweilige Flughöhe abgestimmt. Die zur Verfügung stehende Motorleistung ist dadurch in bestimmten Grenzen von der Flughöhe unabhängig, d. h. bis zur Volldruckhöhe steht der "volle Ladedruck" und damit die volle Motorleistung zur Verfügung. Oberhalb der Volldruckhöhe kommt es jedoch mit zunehmender Flughöhe zu steigendem Leistungsverlust, weil der Lader das Sinken des Luftdrucks nicht mehr ausgleichen kann und dem Motor durch den sinkenden Füllungsgrad immer weniger Luft für die Verbrennung des Kraftstoffes zur Verfügung steht.
Um bei Kolbenmotoren eine hohe Volldruckhöhe zu erreichen, kommen heute vor allem Turbolader zum Einsatz, die relativ klein und leicht sind und sehr effizient arbeiten, da sie die Abgasenergie des Motors für die Aufladung nutzen. Vor allem bei Militärflugzeugen wurden bis in die 1950er-Jahre auch mechanische Lader verwendet, deren Verdichter zum Erzielen einer großen Volldruckhöhe oft über ein schaltbares Getriebe angetrieben wurden.